# انعکاس ستاره
انعکاس ستاره (کره‌ای: 별의 소리; لاتین‌نویسی اصلاح‌شده: Byeorui Sori) همچنین با نام آناتا نی آیتاکوته (ژاپنی: あなたに逢いたくて) نیز شناخته می‌شود، یک مینی‌سریال دو قسمتی است که در سال ۲۰۰۴ از ام‌بی‌سی و فوجی تلویژن پخش شد.